# Teología del proceso
La teología del proceso es un tipo de teología desarrollada a partir de la filosofía del proceso de Alfred North Whitehead (1861-1947), especialmente por Charles Hartshorne (1897-2000) y John B. Cobb (1925). La teología del proceso y la filosofía del proceso se denominan conjuntamente "pensamiento de proceso".

## Dios y los procesos
Para Whitehead y Hartshorne, es un atributo esencial de Dios afectar y ser afectado por procesos temporales, contrariamente a las formas de teísmo que sostienen que Dios es en todos los aspectos no-temporal (eterno), y en todo inmutable e inafectado por el mundo (impasible). La teología del proceso no niega que Dios es eterno (nunca morirá) e inmutable en tanto proceso, pero, insiste en que es mutable y pasible como agente del proceso. Para la ontología de procesos de Whitehead, las entidades reales existen como los únicos elementos fundamentales de la realidad. Sin embargo, una entidad real puede contener o estar contenida completa e indefinidamente en muchas otras entidades reales. Constantemente nuevas entidades reales son creadas como devenir de estas relaciones. De hecho el universo es una red de entidades reales con un nexo (Nexus).
Al respecto Whitehead propone considerar dos "polos" divinos: el "primordial" (Dios es siempre el mismo) y el "consecuente" (actúa en la historia e interactúa con la humanidad). Jorge Pixley dice que Dios responde a la historia e incide en la historia. Con una excepción, todas las entidades reales para Whitehead son temporales y son ocasiones de experiencia (que no deben confundirse con la conciencia). La única entidad real excepcional es a la vez temporal y atemporal: Dios. Él es objetivamente inmortal, así como ser inmanente en el mundo. "La naturaleza primordial de Dios es la adquisición de un carácter primordial gracias a la creatividad, Dios está con toda creación, lo cual desemboca en la naturaleza consiguiente de Dios.
De acuerdo con Cobb, la teología del proceso puede referirse a todas las formas de teología que enfatizan el acontecimiento, la ocurrencia, volviéndose contra la hegemonía de la sustancia. En este sentido, la teología influenciada por la lógica dialéctica de Hegel es la teología del proceso tanto como aquella influenciada por Whitehead. Llama la atención a las afinidades entre estas tradiciones por lo demás bastante diferentes. Hartshorne fue profundamente influenciado por el filósofo francés Jules Lequier y por el filósofo suizo Charles Secrétan, quienes afirmaron que en Dios la libertad de devenir está por encima de su sustancialidad. También Pierre Teilhard de Chardin puede ser incluido entre quienes influenciaron a los teólogos del proceso en cuanto a las relaciones de Dios con la creación y el papel cósmico de Cristo.

## Teísmo dipolar
El teísmo dipolar es la idea de que Dios tiene un aspecto cambiante (la existencia de Dios como Dios vivo, actuante en la historia y en la vida de cada uno) y un aspecto inmutable (la esencia eterna de Dios). La cuestión de los dos polos de Dios significa para la teología del proceso, que Dios encarnan el bien siempre en características opuestas, y por lo tanto no puede ser entendido incorporando unilateralmente sólo un sistema de características. Por ejemplo, aquí se puede ver la oposición de algunas características comúnmente asociadas con Dios:
Unidad - Complejidad
Trascendencia - Inmanencia
Eterno - Actuante
Inmutable - Mutable
Omnipotencia - Persuasión
Misericordia - Justicia
Hay bien en ser justo, y también bien en ser misericordioso. Al ser justo, Dios determina que la bondad es recompensada y la maldad es castigada. Al ser misericordioso, Dios perdona a los que pecan. Por lo tanto, un Dios que sólo es justo o sólo es misericordioso sería menos que perfecto.
En la historia de la teología, la cuestión de la unidad entre la trascendencia y la inmanencia de Dios, fue repetidamente planteada. Las teologías han tratado al ser de Dios como esencialmente distinto y separado de la humanidad y del mundo, y a la vez íntimamente ligado y siempre actuando en la historia humana y en el universo. En el misticismo judío, Tzimtzum (צמצום "contracción" o "constricción") se refiere en la teoría Cabalística a que en la creación Dios "contrae" su esencia infinita para permitir un "espacio conceptual" en el cual un mundo finito e independiente exista. Este concepto de Tzimtzum contiene una paradoja, pues exige que Dios sea simultáneamente trascendente e inmanente.
En el cristianismo, "lo invisible de Dios, su eterno poder y deidad se deja ver desde la creación del mundo, siendo entendido en las cosas creadas" (Romanos 1:20). El Verbo de Dios "es la luz verdadera que alumbra a todo hombre que viene a este mundo" (Juan 1:9), "se hizo carne y habitó entre nosotros, y contemplamos su gloria", y el Dios trascendente que no puede ser alcanzado o visto, puede ser alcanzado por la inmanencia del Hombre-Dios Jesús de Nazaret el Cristo, el hijo de Dios. Por la transparencia que produce la encarnación, la trascendencia participa de la inmanencia y viceversa: "quien me ve a mí, ve al Padre" (Juan 14:9). Según Teilhard de Chardin el gran misterio del cristianismo es la Transparencia de Dios en el Universo, la "diafanía" de Jesús.
Agustín de Hipona concibe a Dios íntimo y a la vez radicalmente distinto; la paradoja de un proceso de interioridad y trascendencia en que el ser humano encuentra a Dios y también la radical distancia que entre ambos; como diría Xavier Zubiri, "Dios es la realidad más lejana y, sin embargo, más próxima de todas las realidades".
Por otra parte, el hinduismo define Brahman como a la vez trascendente e inmanente, verdad omnipresente, infinita, eterna, que no cambia, pero que causa y está causando todos los cambios.